# Klasztor dominikanów w Ptuju
Klasztor dominikanów (słoweń. Dominikanski samostan) – dawny klasztor Zakonu Kaznodziejskiego znajdujący się w słoweńskim mieście Ptuj.

## Historia
Klasztor został założony w 1230 przez Matyldę, wdowę po Fryderyku III, panu na Ptuju, przy wsparciu biskupa salzburskiego Eberharda II von Truchseesa. Placówkę przyporządkowano prowincji z Kolonii. Jesienią 1231 w kompleksie zamieszkało 6 zakonników na czele z pierwszym przeorem Otonem Gramatikiem z Friesach. W 1251 roku klasztor włączono w obręb murów miejskich, a w 1255 ukończono jego budowę. Do 1438 roku chowano w nim kolejnych panów na Ptuju. Kompleks przebudowano w XVII i XVIII wieku w stylu barokowym. W 1785 placówkę zamknięto w wyniku tzw. kasaty józefińskiej. Do 1923 roku budynki użytkowało wojsko, a w 1928 dawny klasztor zakupiło miasto, które utworzyło w nim muzeum. 30 kwietnia 1996 obiekt wpisano do rejestru zabytków, a latach 2011–2013 w nim prowadzono prace konserwatorskie.

## Architektura
Klasztor wzniesiono na planie zbliżonym do czworokąta, z dobudówkami przy południowych narożnikach. Wewnętrzną część zajmuje dziedziniec ze studnią. Północną część kompleksu stanowi barokowy kościół pw. Wniebowzięcia Najświętszej Maryi Panny, z fasadą od wschodu. Na wschodniej elewacji umiejscowione jest również główne wejście do klasztoru, nad którym znajduje się kartusz z wizerunkiem św. Dominika. Fasada świątyni pokryta jest stiukiem, zdobi ją pięć nisz z rzeźbami świętych – Matki Bożej, Alberta Wielkiego, Dominika, Tomasza z Akwinu i Piotra z Werony. Pierwotnie w miejscu tej fasady znajdowało się prezbiterium, które rozebrano pod koniec XVII wieku, a świątynię przeorientowano. Dawny kościół został dostosowany do pełnienia funkcji sali koncertowej lub kongresowej.

## Galeria

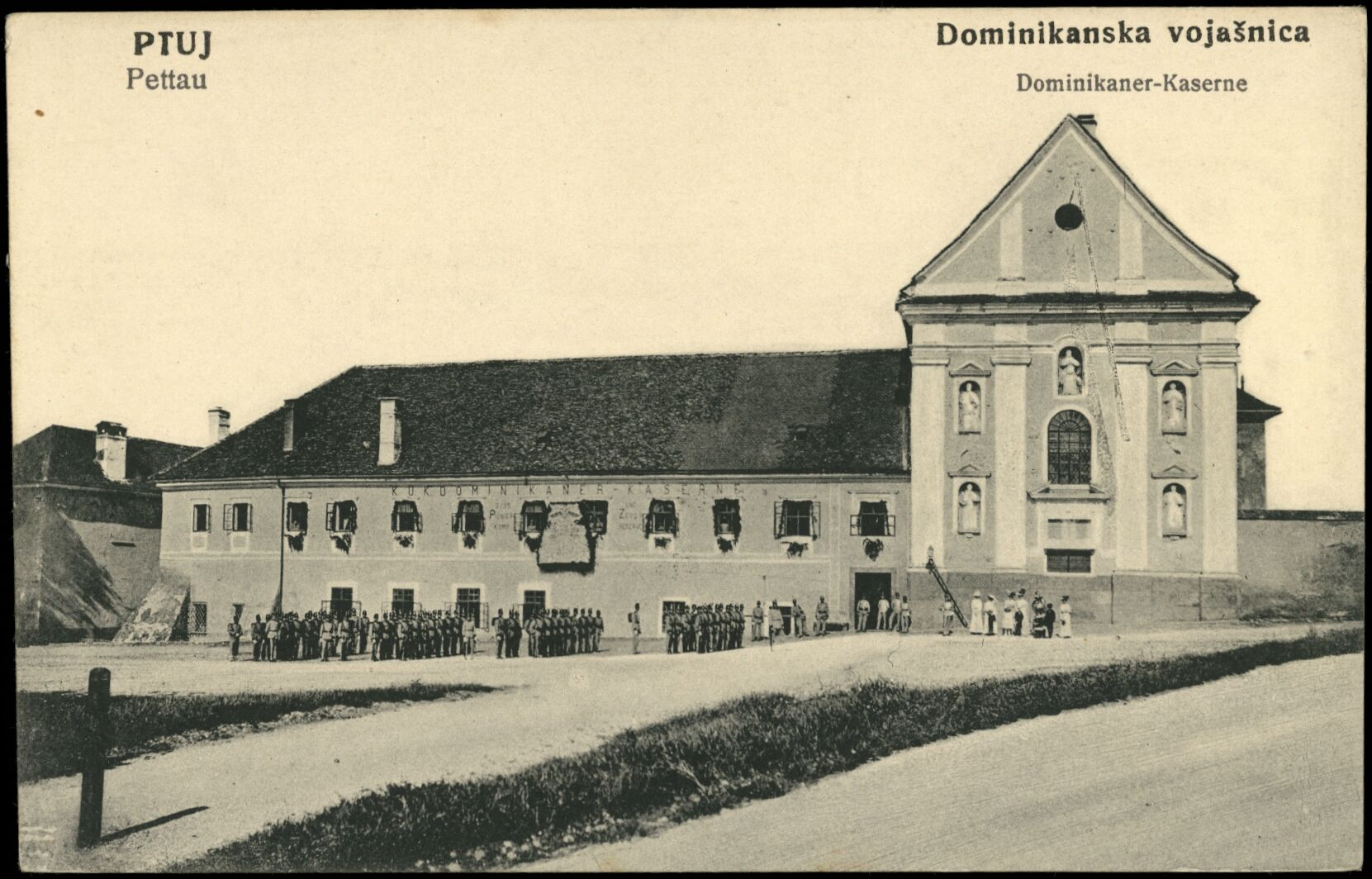
Klasztor na początku XX wieku
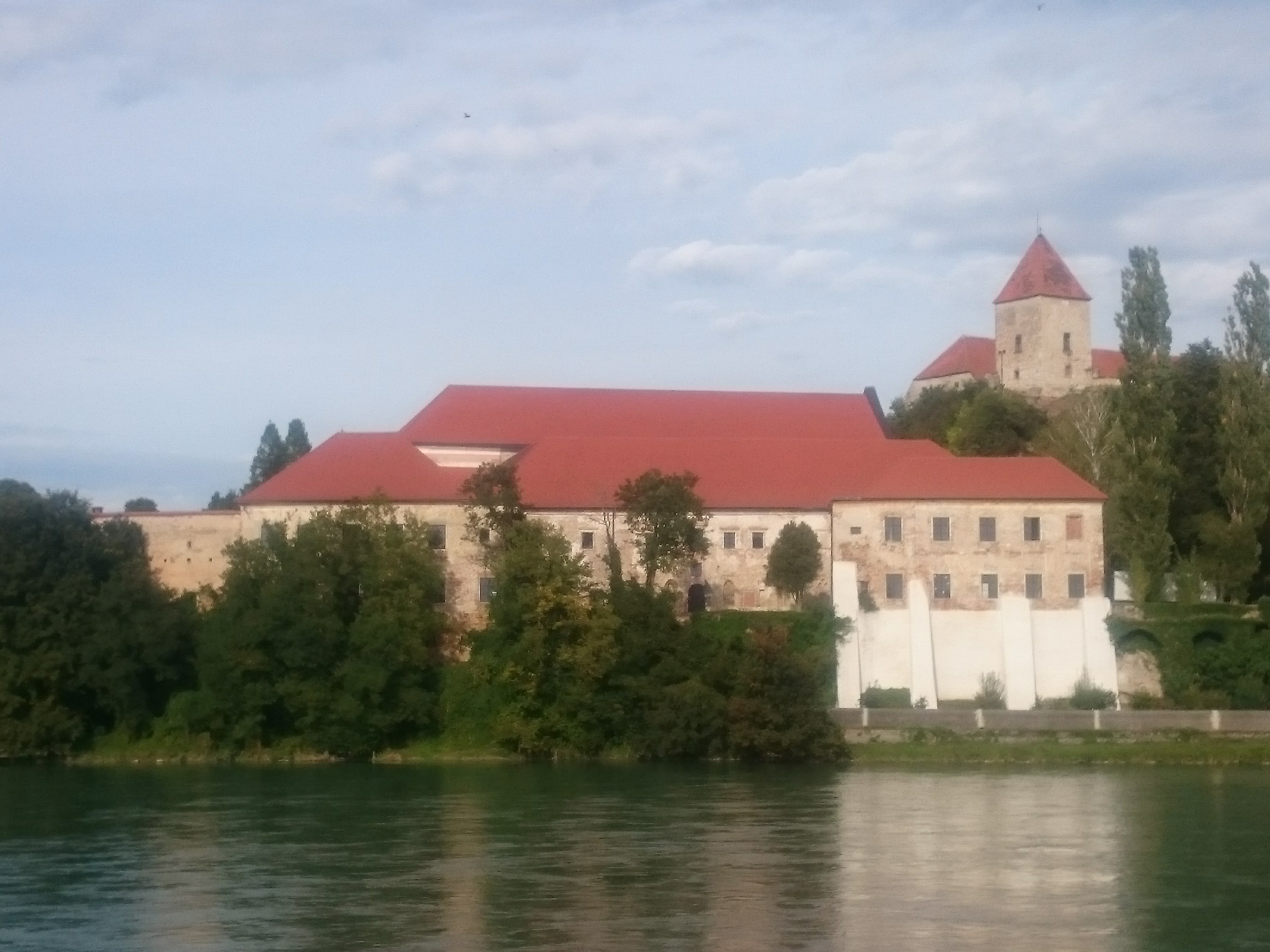
Widok z drugiego brzegu Drawy
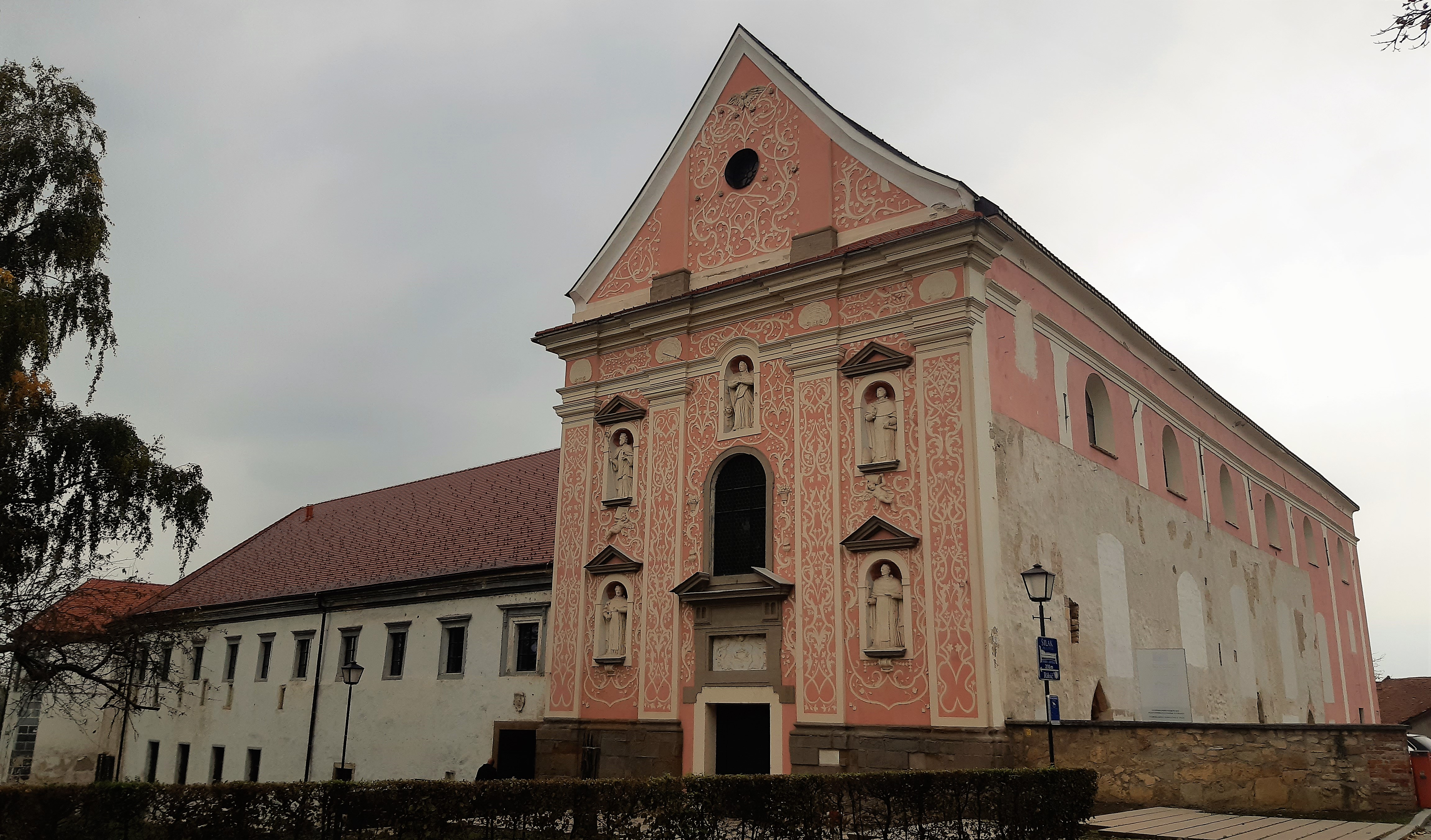
Widok na północną i wschodnią elewację
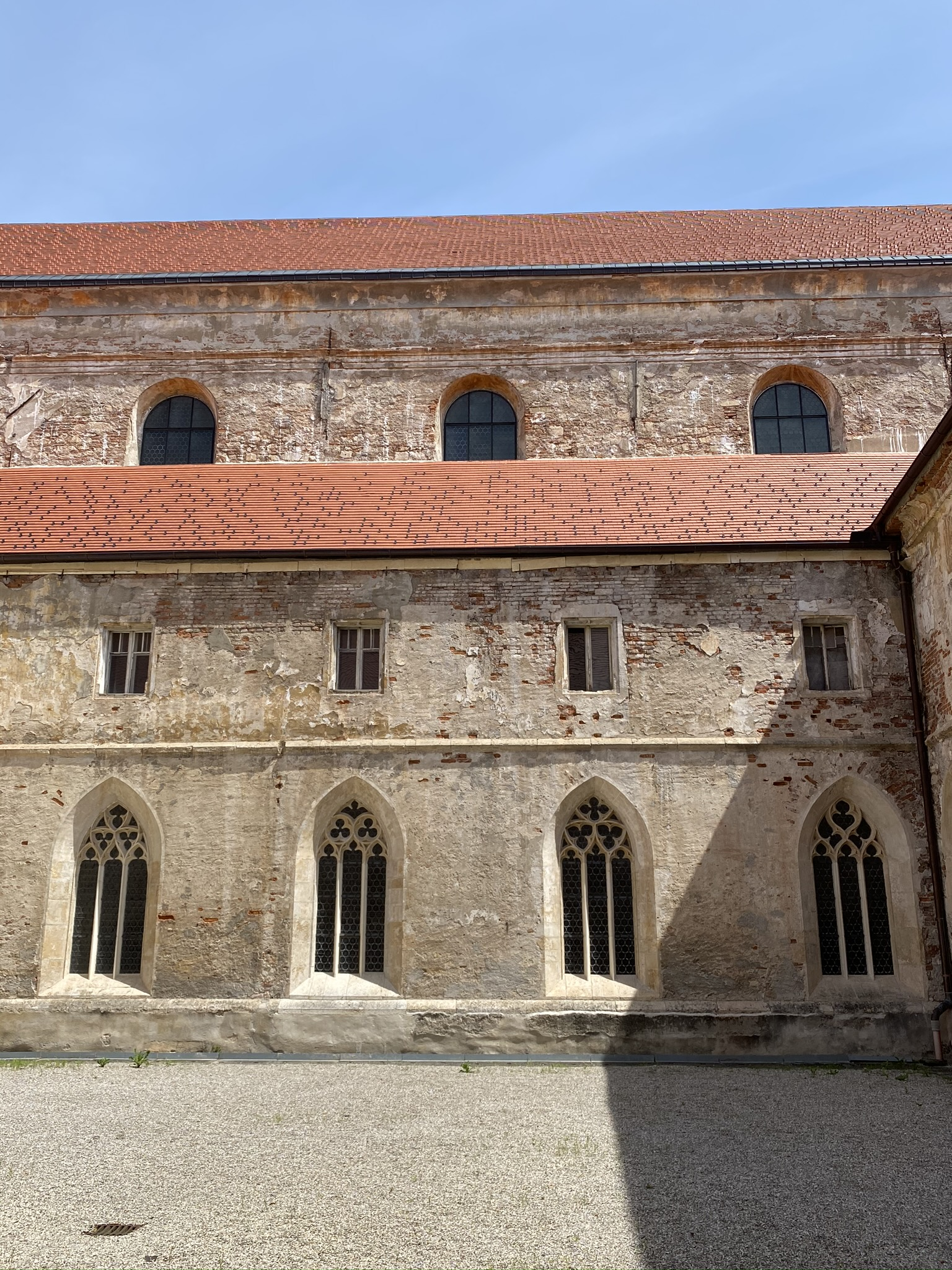
Południowa elewacja kościoła, widok z dziedzińca
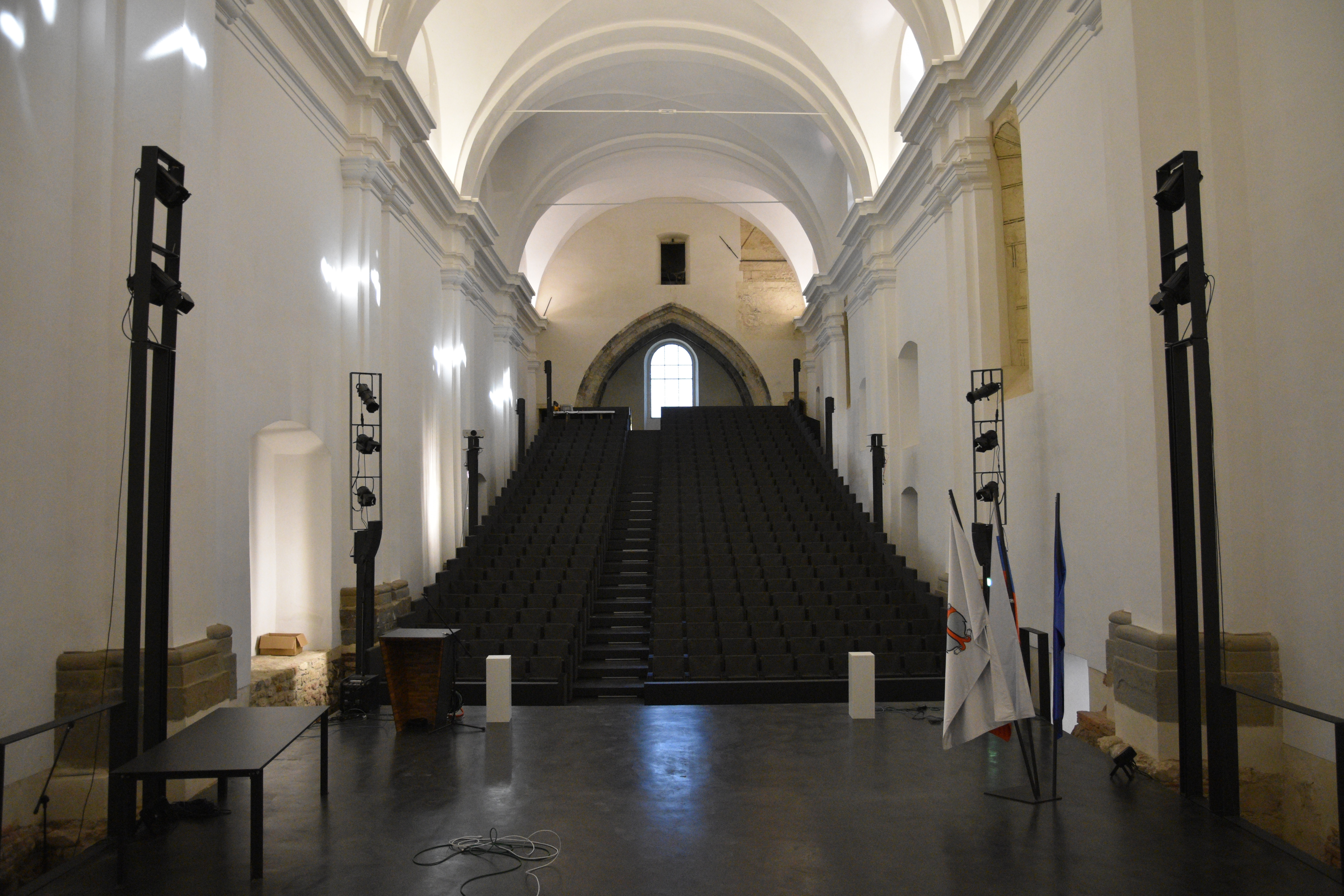
Wnętrze kościoła, widok w kierunku zachodnim
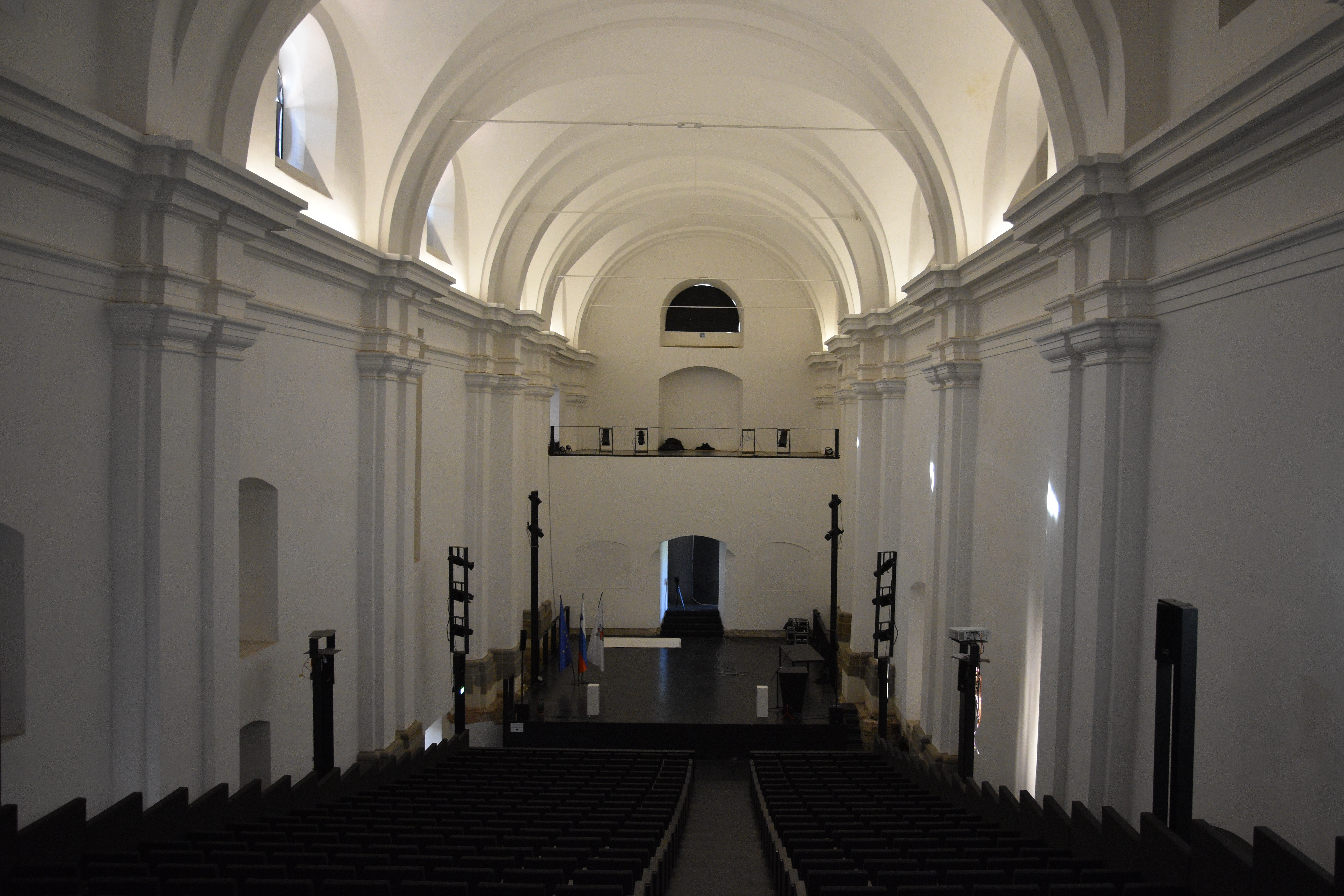
Wnętrze kościoła, widok w kierunku wschodnim